# 57 km (obwód smoleński)
57 km (ros. 57 км) – przystanek kolejowy w miejscowości Budka żeleznoj dorogi 57 km, w rejonie tiomkińskim, w obwodzie smoleńskim, w Rosji. Położony jest na linii Wiaźma – Kaługa.